# Liste von Museen
Die Liste von Museen ist nach den Staaten weltweit gegliedert.

## Liste
- Liste der Museen in Armenien
- Liste von Museen in Bhutan
- Liste von Museen in Burundi
- Liste von Museen in der Volksrepublik China
- Liste von Museen in Deutschland
- Liste der Museen in El Salvador
- Liste der Museen in Frankreich
- Liste der Museen in Gambia
- Liste der Museen in Ghana
- Liste der Museen in Griechenland
- Liste der Museen in Island
- Liste der Museen in Italien
- Liste der Museen in Kroatien
- Liste der Museen in Liechtenstein
- Liste der Museen in Litauen
- Liste der Museen in Luxemburg
- Liste der Museen in Namibia
- Liste der Museen in Neuseeland
- Liste von Museen in Österreich
- Liste von Museen in Ruanda
- Liste der Museen in Sambia
- Liste von Museen in der Schweiz
- Liste der Museen in Sierra Leone
- Liste der Museen in Slowenien
- Liste von Museen in Südafrika
- Liste von Museen in Taiwan
- Liste von Museen in Tschechien
- Liste der Museen in Ungarn
- Liste der Museen im Vatikanstaat
- Liste von Museen in den Vereinigten Staaten